# Établissement rural de Tchiobino
L'établissement rural de Tchiobino (en russe : Чёбинское се́льское поселе́ние) est une entité municipale de Russie formée en 2004, du raïon de Medvejiegorsk dans la république de Carélie. Son siège administratif est le hameau de Tchiobino.

## Géographie
L'établissement rural se situe dans le raïon de Medvejiegorsk, un des raïons de la république de Carélie,,,,. Le raïon et la république se trouvent dans le nord de la Russie européenne.
Au nord, elle est bordée par Paatene du raïon de Karhumäki, à l'Est par Pinduinen et Karhumäki, au sud par Käppäselkä et Hirvas du raïon de Kontupohja ainsi qu'a l'ouest par Porajärvi du  raïon de Suojärvi. Le territoire de la municipalité est principalement forestier.
Son territoire est traversé par les rivières Semsjoki (Semtša), Uunitsanjoki (Unitsa), Kumsa et Porusta. Tchopina abrite les lacs Seesjärvi, Kumsjärvi (Kumtšozero), Semsjärvi (Semtšozero), Ahvenjärvi (Ostrozero) et Vuosmajärvi (Vožema).

## Population
Recensements (*) et estimations de la population,:
| 2010* | 2021* | 2023 | - |
| ----- | ----- | ---- | - |
| 324   | 176   | 134  | - |

## Localités
L'établissement rural compte 11 localités,,,.
| Nom                 | Nom russe           | Statut    | Population (2013) |
| ------------------- | ------------------- | --------- | ----------------- |
| Bolchaïa Selga      | Большая Сельга      | possiolok | 0                 |
| Zagoubié            | Загубье             | hameau    | 0                 |
| Karelskaïa Masselga | Карельская Масельга | hameau    | 4                 |
| Karzikozero         | Карзикозеро         | hameau    | 6                 |
| Koumsa-2            | Кумса-2             | possiolok | 83                |
| Miandousselga       | Мяндусельга         | hameau    | 0                 |
| Ostretchié          | Остречье            | hameau    | 14                |
| Padoun              | Падун               | possiolok | 72                |
| Pokrovskoïe         | Покровское          | hameau    | 5                 |
| Semtchezero         | Семчезеро           | hameau    | 0                 |
| Tchiobino           | Чёбино              | hameau    | 94                |